# Kazakhstan au Concours Eurovision de la chanson junior
Le Kazakhstan participe au Concours Eurovision de la chanson junior depuis la 16e édition du concours en 2018.

## Représentants
| Année            | Artiste                              | Chanson                                   | Langue           | Traduction du titre       | Place | Points |
| ---------------- | ------------------------------------ | ----------------------------------------- | ---------------- | ------------------------- | ----- | ------ |
| 2018             | Daneliya Tuleshova                   | Özıñe sen (Өзіңе сен)                     | Kazakh, anglais  | Crois en toi              | 06    | 171    |
| 2019             | Yerzhan Maxim                        | Armanyñnan qalma (Арманыңнан қалма)       | Kazakh, anglais  | Ne renonce pas à ton rêve | 02    | 227    |
| 2020             | Karakat Bashanova                    | Forever                                   | Kazakh, anglais  | Pour toujours             | 02    | 152    |
| 2021             | Alinur Khamzin et Beknur Zhanibekuly | Ertegı älemı (Fairy World) (Ертегі әлемі) | Kazakh, français | Monde féérique            | 08    | 121    |
| 2022             | David Charlin                        | Jer-Ana (Mother Earth) (Жер-Ана)          | Kazakh, anglais  | Mère nature               | 15    | 47     |
| Retrait en 2023. |                                      |                                           |                  |                           |       |        |

- Première place
- Deuxième place
- Troisième place
- Dernière place

## Galerie

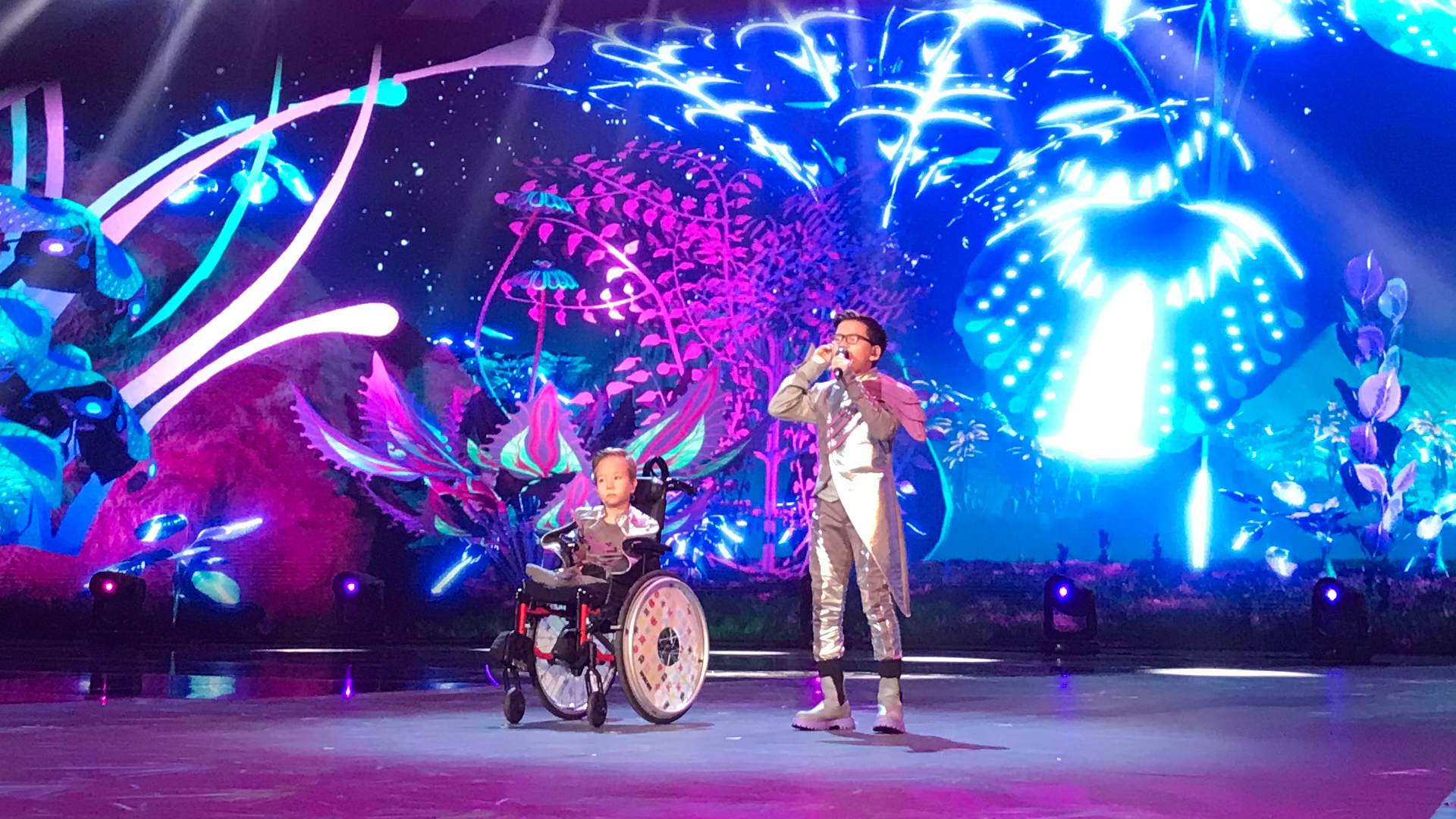
Beknur et Alinur à Paris (2021).